# Старые Киешки
Старые Киешки (баш. Иҫке Ҡыйышҡы) — деревня в Кармаскалинском районе Республики Башкортостан Российской Федерации. Входит в состав Кабаковского сельсовета.

## География

### Географическое положение
Находится на берегу озёр Чайликуль и Киешки, в пойме реки Белой.
Расстояние до:
- районного центра (Кармаскалы): 25 км,
- центра сельсовета (Кабаково): 9 км,
- ближайшей ж/д станции (Кабаково): 4 км.

## Население
| 2002 | 2009 | 2010 |
| ---- | ---- | ---- |
| 626  | ↘578 | ↗581 |

Национальный состав
Согласно переписи 2002 года, преобладающие национальности — татары (35 %), башкиры (58 %).

## Религия
В деревне есть мечеть.

## Известные жители
- Габидуллин, Ринат Гиндуллович (1942—2021) — депутат Государственной Думы второго созыва (1995—1999); второй секретарь Башкирского республиканского комитета КПРФ.
- Камалетдинов, Мутагар Мирхайдарович (1875—1938) — муфтий ЦДУМ Башкирской АССР (1936).